# Heliodoma implicata
Heliodoma implicata är en mossdjursart som beskrevs av Calvet 1906. Heliodoma implicata ingår i släktet Heliodoma och familjen Heliodomidae. Inga underarter finns listade i Catalogue of Life.